# Pachyneuron muscarum
Pachyneuron muscarum är en stekelart som först beskrevs av Carl von Linné 1758.  Pachyneuron muscarum ingår i släktet Pachyneuron och familjen puppglanssteklar. Arten är reproducerande i Sverige. Inga underarter finns listade i Catalogue of Life.